# Делгадо (Салвадор)
Делгадо (на испански: Delgado) е град и община в Централен Салвадор, департамент Сан Салвадор. През 2007 г. населението на града е 112 161 души.